# Chiesa di Santo Stefano (Villa di Serio)
La chiesa di Santo Stefano protomartire è il principale luogo di culto cattolico di Villa di Serio, in provincia e diocesi di Bergamo; è sede della parrocchia inserita nel vicariato di Alzano Lombardo.

## Storia
La prima indicazione di una chiesa dedicata a santo Stefano risale al 1282 e nel 1304 è menzionata nell'elenco del sinodo diocesano voluto dal vescovo di Bergamo Giovanni da Scanzo, che doveva stabilire i censi da versare alla chiesa di Roma. Nel documento è indicata la presenza al sinodo di Ambrosius presbiter Sancti Stephani de Villa" e di un chierico Viviano. L'edificio di culto era posto accanto al ponte sulla roggia Borgogna che ne prendeva il nome: pons. S. Stephani.
Nel 1360 la chiesa è inserita nell'elenco nota ecclesiarum, fatto redigere da Bernabò Visconti che doveva definire le rendite e i benefici titolari di ogni chiesa e monastero presenti sul territorio di Bergamo ed è indicata come "Villa Ripe Serii", con un beneficio e servita liturgicamente da un rettore e due chierici che avevano diritto a un reddito di 10 lire ciascuno.
Il territorio fu molte volte sconvolto da scorribande causate dagli scontri tra le famiglie guelfe e ghibelline della valle che devastarono sicuramente anche la chiesa. Fu don Acerbis a curare la sua ricostruzione, che doveva essere ultimata nella prima metà del Quattrocento. Il parroco fondò anche la nuova chiesa a devozione mariana. La torre campanaria fu innalzata tra il 1470 e il 1491, grazie al lascito testamentario di Giacomo Galagni de Marchisis, dell'11 giugno 1489, e consacrata nel 1503 dal vescovo di Capodistria Bartolomeo Assonica. A testimonianza rimane una pergamena nella curia vescovile di Bergamo, del 1511 che riporta il decreto che cita le indulgenze legate alla chiesa redatto dal notaio Giovanni Battista Bucelleni.
L'arcivescovo di Milano, Carlo Borromeo visitò la chiesa nell'autunno del 1575: dai fascicoli della relazione si evince che era parrocchiale e che vi erano le congregazioni del Santissimo Sacramento e dei disciplini nella chiesa di San Bernardino, l'opera pia della congregazione della Misericordia Maggiore di Bergamo, e in prossimità la chiesa della Madonna del Campo.
Nel 1666 la chiesa fu inserita nel Sommario delle chiese di Bergamo, elenco redatto dal cancelliere della curia vescovile Giovanni Giacomo Marenzi e indicata sotto l'invocazione di santo Stefano protomartire. Vi era l'oratorio di San Bernardino con i disciplini di Santa Maria Maddalena di Bergamo, e quello della Beata Vergine in Campis. La congregazione pia della Misericordia Maggiore che era "a soccorso dei poverelli" e il consorzio della Pietà, fondato da Bartolomeo Colleoni "da cui sono dotate le povere fanciulle da marito".
L'edificio fu ricostruito su progetto di Luca Lucchini tra il 1755, con la posa della prima pietra il 30 aprile, e il 1760 per volontà dell'allora parroco don Giuseppe Grada, che previa autorizzazione vescovile lo benedisse il 15 giugno. Il Libro delle entrate e delle uscite conservato nell'archivio parrocchiale permette una ricostruzione precisa dei lavoranti e delle spese per la sua edificazione. La consacrazione ufficiale avvenne il 21 ottobre 1764 dal vescovo di Verona Giovanni Bragadin. L'evento è ricordato in una targa posta sotto la cantoria con quello che testimonia la titolazione a chiesa parrocchiale prepositurale dal vescovo Antonio Redetti.
Fu poi visitato dal vescovo Giovanni Paolo Dolfin nel 1779 e documentata la presenza delle scuole del Santissimo Sacramento che reggeva l'altare maggiore e del Santissimo Rosario presso l'altare della Madonna Addolorata, nonché i disciplinati di Bergamo e la confraternita della Santissima Trinità. 
L'architetto Simone Elia nel 1809 progettò il nuovo portale d'ordine corinzio in marmo di Zandobbio e l'altare dedicato alla Madonna col Bambino e santi, mentre nella seconda metà dell'Ottocento la chiesa fu oggetto di lavori di ammodernamento e mantenimento, lavori che furono seguiti dall'architetto Antonio Preda. 
Nel Novecento l'edificio non era più adatto alle necessità dei fedeli che erano molto aumentati di numero, fu deciso il suo ampliamento e don Palazzi incaricò per il nuovo progetto Luigi Angelini. I lavori richiesero tanto tempo trovando la sua edificazione negli anni della prima guerra mondiale. Fu creato il transetto e la navata di fondo e aggiunto le otto colonne che definivano gli arredi degli altari laterali e posti anche a sostegno della cupola. Negli anni furono poi eseguiti altri lavori di manutenzione con la posa dell'altare verso il popolo rispondente all'adeguamento liturgico.
Nel 1979 il vescovo Giulio Oggioni inserì la chiesa nel vicariato di Alzano Lombardo.

## Descrizione

### Esterno
Il fronte principale settecentesco della chiesa dal classico orientamento liturgico con abside a est è anticipato dal sagrato delimitato da pilastrini in marmo di Zandobbio uniti da barre di ferro. 
La facciata si presenta molto lavorata e movimentata, con la parte centrale concava dove s'innestano le due sezioni laterali di minor altezza sempre mistilinee. Tutta la facciata è delimitata da un'alta zoccolatura. La sezione centrale è definita da doppie lesene complete di capitelli corinzi che reggono la trabeazione con cornice marcapiano con coppi in ardesia. 
L'ordine superiore vede il prosieguo delle lesene ed è di minor misura. Le lesene binate sono più sottili anche se sempre complete di basamento e capitello, e reggono la trabeazione superiore. Segue la cornice che nella parte centrale è il timpano triangolare dove c'è una grande finestra atta a illuminare l'aula, con contorno in pietra locale sagomata in stile barocco completa da due grandi angeli seduti con le palme del martirio. Nelle sezioni laterali vi sono due nicchie vuote. La facciata prosegue e termina con il terzo ordine con andamento curvilineo coronato da una croce ferrea e due vasi laterali.
L'ingresso principale ospita il portale antico con paraste in marmo di Zandobbio con due colonne che reggono l'architrave e il timpano triangolare. Anche la sezione inferiore ospita due nicchie vuote.

### Interno
Dell'antica chiesa quattrocentesca, vi è una descrizione precisa del parroco Gritti del 1670. La chiesa si presentava a unica navata completa di quattro altari. Quello maggiore era dorato e aveva una cupoletta che veniva ripresa anche nei due altari laterali. Questo era completo della pala d'altare Santo Stefano in gloria di Enea Salmeggia del 1625. Vi erano conservate le reliquie di santa Vittoria. La descrizione conferma quanto aveva scritto Donato Calvi nel suo Effemeride sacra profana di quanto di memorabile sia successo in Bergamo del 1676.
L'interno a croce latina della chiesa settecentesca è preceduto da una bussola in noce, presenta nella prima parte un breve tratto che ospita due cappelle laterali dedicate anche alla confessione e prosegue con il grande transetto con la copertura a tazza ellittica a base ortogonale. Gli arconi della cupola, sono retti da quattro coppie di colonne corinzie di grandi misura. Ogni transetto presenta due cappelle per lato e gli ingressi minori.
La zona presbiteriale, anticipata dall'arco trionfale è di misura inferiore rispetto alla sala, e sopraelevato da tre gradini in marmo. Questa parta ha copertura ellittica con l'asse ortogonale come quello dell'aula. Il coro a pianta semicircolare conclude la parte completo di catino absidale.
La sagrestia ospita l'affresco della Pietà opera di ignoto risalente al XVI secolo, e uno stendardo raffigurante Cristo Risorto opera di Enea Salmeggia.